# Masaki Tsuchihashi
Masaki Tsuchihashi (土橋 正樹, Tsuchihashi Masaki, Yokohama, 23 juli 1972) is een Japans voormalig voetballer die als middenvelder speelde.

## Carrière
Masaki Tsuchihashi speelde tussen 1995 en 2003 voor Urawa Red Diamonds.

## Japans voetbalelftal
Masaki Tsuchihashi debuteerde in 1996 in het Japans nationaal elftal en speelde 1 interland.

## Statistieken
| Japans voetbalelftal | Japans voetbalelftal | Japans voetbalelftal |
| Jaar                 | Wed.                 | Dlp.                 |
| -------------------- | -------------------- | -------------------- |
| 1996                 | 1                    | 0                    |
| Totaal               | 1                    | 0                    |